# Kazanklooster
Het Kazanklooster (Russisch: Казанский монастырь) is een Russisch-orthodox mannenklooster in de Russische stad Tambov.

## Geschiedenis
Het klooster werd in de jaren 1667-1670 gesticht. Branden kwamen vaak voor in de stad Tambov, waardoor de architectonische uitstraling van het klooster meermalen wijzigde. In het midden van de 18e eeuw werd de bisschoppelijke residentie gevestigd op het terrein. De stenen gebouwen en kerken van het klooster dateren uit het laatste decennium van de 18e eeuw. Sinds het einde van de 18e eeuw werd ook de begraafplaats aangelegd waarop veel prominente burgers van Tambov en omstreken werden begraven. De klokkentoren werd in 1848 toegevoegd.
De vijfkoepelige Kazankathedraal is de zomerkerk van het klooster en werd gebouwd in Barok-stijl in de jaren 1791-1796. De kathedraal werd ingewijd door bisschop Theofilus. De eveneens vijfkoepelige Kerk van Johannes de Doper is de winterkerk en werd in 1794 gebouwd. In 2005 werd de Kerk van de Heiligen Cyrillus en Methodius, huiskerk van het seminarie, gebouwd. Op het kloosterterrein bevinden zich ook nog twee kapellen van recente datum (1993 en 2003).

## Sovjet-periode
Het Kazanklooster werd op 19 oktober 1918 gesloten wegens beschuldiging van deelname aan demonstraties tegen de Sovjet-regering bij het uitbreken van de contrarevolutionaire opstand in Tambov. Bijna tegelijkertijd werd de toren van het klooster gesloopt. Het klooster viel meer dan 50 jaar ten prooi aan verval en verwaarlozing. De begraafplaats werd verwoest en de gebouwen werden o.a. voor huisvesting ter beschikking gesteld. In de Kazankathedraal werd een Rijksarchief gevestigd. Van de kerken werden de kruisen verwijderd en de Johannes de Doperkerk raakte de koepels kwijt.
Op 30 augustus 1960 verloor het atheïstische beleid haar scherpste kanten en werd besloten de kathedraal aan te wijzen als een monument van nationaal belang.

## Heropening
Op 22 december 1992 werd het monastieke leven hervat. De kerken werden gerestaureerd en de Kerk van Johannes de Doper werd goeddeels herbouwd. In 2005 werd de Kerk van de Heiligen Cyrillus en Methodius gebouwd. Sinds 2010 wordt er gewerkt aan de herbouw van de klokkentoren. De vijf verdiepingen tellende toren wordt 99,6 meter hoog en wordt een van hoogste torens in het land. In de toren komen 30 klokken te hangen.

## Kerken
- Kazankathedraal (1791-1796)
- Kerk van Johannes de Doper (1794)
- Kerk van de Heiligen Cyrillus en Methodius (2005)